# Семенки (Кировская область)
Семенки — деревня в Зуевском районе Кировской области в составе Семушинского сельского поселения.

## География
Находится на расстоянии примерно 13 километров на запад от районного центра города Зуевка.

## История
Упоминается с 1802 года как починок Семеновых Над речкой Мурылевкой с 10 дворами и 38 душами мужского пола. В 1873 году отмечено было дворов 9 и жителей 90, в 1905 году 24 и 163, в 1926 40 и 223. В 1950 году было учтено хозяйств 39 и жителей 129. В 1989 году учтено 27 жителей. 

## Население
Постоянное население  составляло 15 человек (русские 100%) в 2002 году, 10 в 2010.